# Старополтавская волость
Старополтавская во́лость — административно-территориальная единица, входившая в состав Новоузенского уезда Самарской губернии.
Административный центр — село Старая Полтавка.
Население волости составляли преимущественно  малороссы и русские, православные
В период до установления советской власти волость имела аппарат волостного правления, традиционный для таких административно-территориальных единиц Российской империи.
Согласно карте уездов Самарской губернии издания губернского земства 1912 года волость граничила на востоке - с Салтовской и Торгунской волостями, на юге и западе - с Иловатской волостью, на севере - с Ровненской и Торгунской волостями.
Территория бывшей волости является частью земель Старополтавского района Волгоградской области и Ровенского района Саратовской области.

## Состав волости
| №  | Населённые пункты (хутора с населением более 50 чел.) | Население (1889 год)             | Население (1897 год) | Население (1910 год)           | Преобладающие национальности, вероисповедания | Современное состояние                                                                         |
| -- | ----------------------------------------------------- | -------------------------------- | -------------------- | ------------------------------ | --------------------------------------------- | --------------------------------------------------------------------------------------------- |
| 1  | село Валуйка (Михайловка)                             | 1358                             | 1719                 | 1355                           | русские и малороссы, православные             | село Валуевка, Старополтавский район, Волгоградская область                                   |
| 2  | хутор Валуйка                                         | -                                | 92                   | 139                            |                                               | посёлок Валуевской Опытно-Мелиоративной Станции, Старополтавский район, Волгоградская область |
| 3  | село Квасниковка                                      | 3525                             | 772                  | 1355                           | русские и малороссы, православные             | село Новая Квасниковка, Старополтавский район, Волгоградская область                          |
| 4  | посёлок Кожушков                                      | 295                              | 326                  | 413                            | малороссы, православные                       | село Кожушкино, Старополтавский район, Волгоградская область                                  |
| 5  | село Новая Полтавка                                   | 2235                             | 1803                 | 3187                           | малороссы, православные                       | село, Старополтавский район, Волгоградская область                                            |
| 6  | хутор Новые Лапти                                     | 189                              | 87                   | 113                            |                                               | не существует                                                                                 |
| 7  | выселок Песчанка                                      | -                                | 434                  | нет данных                     | малороссы, православные                       | село, Старополтавский район, Волгоградская область                                            |
| 8  | село Старая Полтавка                                  | 1318                             | 1753                 | 2873                           | малороссы, православные                       | село, районный центр, Старополтавский район, Волгоградская область                            |
| 9  | хутор Старые Лапти (Заремба)                          | 65                               | 217                  | 252                            |                                               | не существует                                                                                 |
| 10 | посёлок Степанчуков                                   | учтён вместе с селом Квасниковка | 314                  | 544                            | малороссы, православные                       | хутор Степанчуки, Старополтавский район, Волгоградская область                                |
| 11 | село Харьковка                                        | -                                | 2306                 | Выделено в Харьковскую волость | малороссы, православные                       | село, Старополтавский район, Волгоградская область                                            |